# 几内亚长翼蝠
几内亚长翼蝠（学名：Miniopterus magnater）为蝙蝠科长翼蝠属的动物。分布于印度，印度尼西亚，老挝，马来西亚，缅甸，巴布亚新几内亚，泰国，东帝汶，越南和中国东南部等地。该物种的模式产地在巴布亚新几内亚。